# 瓦尔·菲奇
瓦尔·洛格斯登·菲奇（英語：Val Logsdon Fitch，1923年3月10日—2015年2月5日），美国物理学家，1980年，因為發現中性K介子衰變時存在對稱破壞，與詹姆斯·克羅寧共同榮获诺贝尔物理学奖。